# Redbridge (stacja kolejowa)
Redbridge – stacja kolejowa na przedmieściach Southampton w hrabstwie Hampshire na linii kolejowej Wessex Main Line. Na stacji nie zatrzymują się pociągi pośpieszne. 

## Ruch pasażerski
Ze stacji korzysta ok. 27 416 pasażerów rocznie (dane za rok 2021/2022). Posiada bezpośrednie połączenia z Bristolem, Bath Spa, Southampton i Salisbury. Pociągi odjeżdżają ze stacji na każdej z linii w odstępach co najwyżej godzinnych w każdą stronę. 

## Obsługa pasażerów
Kasa biletowa, automat biletowy, przystanek autobusowy. Stacja nie dysponuje parkingiem samochodowym, parking rowerowy ma 8 miejsc.